# Кубок Франции по шоссейному велоспорту среди женщин
Кубок Франции по шоссейному велоспорту среди женщин (фр. Coupe de France féminine de cyclisme sur route) — сезонный турнир из самостоятельных шоссейных французских велогонок проводящийся с 2000 года. Является аналогом мужского Кубка Франции.

## История
Кубок был создан в 2000 году. Он состоит из ряда французских гонок, зарегистрированных в календаре Французской федерации велоспорта (FFC). Количество гонок включённых в календарь может меняться каждый год. Обычно проводится 5 или 6 гонок. Наименьшее количество гонок было в 2011 — 4, наибольшее в 2015 — 11.
Изначально в Кубка было три индивидуальных классификации — основная, молодёжная U23 и юниорская U19 в которых учитываются результаты всех гонщиц независимо от их национальности если они выступают за французские команды. С 2005 года добавилась командная классификация учитывались результаты только для французских команд. С 2010 года добавилась классификация младших кадетов U17 у которых в сезоне три или четыре гонки. С 2020 года из-за пандемии COVID-19 определяется только командный зачёт.
С момента своего создания в 2000 году Кубок несколько раз менял названия:
- с 2000 по 2010 год — Coupe de France Verspieren[3]
- с 2011 по 2014 — Coupe de France Capdet Raynal[3]
- с 2015 — Coupe de France Drag Bicycles[4]

### Гонки
В разные годы в календарь Кубка входили следующие гонки:
- Атлантик — Манш
- Брест — Пон-де-Бюи-ле-Кимерк
- Букль Гегонна
- Букль Нонтронне
- Виноградники Натис
- Гран-при Плюмлека — Морбиана
- Гран-при Треве — Ле-Менек — Лудеак
- Гран-при Франции
- Гран-при Шамбери
- Гран-при Шардоне
- Гран-при Эна
- Классика Вьенна Новая Аквитания
- Классика Мирабель
- Классика Морбиана
- Классика Пиренеев
- Круг Сент-Аман-Монтрона
- Ледис Берри Классик Шер
- Ледис Берри Классик Эндр
- Мериньякеиз
- Петит Рен де Сотерн
- Пикто — Шарантез
- Приз города Морто
- Приз города Мон-Пюжоль
- Приз коммуны Ножан-л'Аббесс
- Рондне Аквитании
- Рондне Ублонь
- Рут де Вен
- Рут Луар-Атлантик
- Сюд Ивелин
- Трофе де гримпёр
- Трофей Crédit Immobilier de France
- Трофей Верхней Гарнонны
- Тур Верхнего Сентонжа
- Тур Жеводан Окситании
- Тур Женевуаз
- Тур Жиронды
- Тур Приморской Шаранты
- Хроно 47 TTT
- Хроно Наций
- Шоле — Земли Луары

## Регламент
По итогам каждой гонки очки получают лучшие гонщицы. Если два и больше гонщиками имеют равные очки, то выше будет классифицироваться спортсмен занявший больше первых мест, затем вторых мест и так далее. В случае дальнейшего паритета, учитываются результаты последней гонки. Итоговая классификация по убыванию набранных очков в течение сезона.

## Призёры
| Год  | Победитель            | Второй           | Третий              |
| ---- | --------------------- | ---------------- | ------------------- |
| 2000 | Жюльетт Вандекеркхове | Карин Дальме     | Марилин Сальвета    |
| 2001 | Магали Ле Флок        | Соня Юге         | Софи Крё            |
| 2002 | Алин Камбулив         | Софи Крё         | Соня Юге            |
| 2003 | Жюльетт Вандекеркхове | Соня Юге         | Надия Трике-Клод    |
| 2004 | Жанни Лонго           | Соня Юге         | Златица Гавлакова   |
| 2005 | Магали Ле Флок        | Александра Ранну | Элоди Тюффе         |
| 2006 | Грете Трейер          | Магали Ле Флок   | Натали Жёлан        |
| 2007 | Марина Жонатр         | Лоренс Лебуше    | Карин Готар-Руссель |
| 2008 | Магали Ле Флок        | Магали Мокери    | Беатрис Тома        |
| 2009 | Карин Готар-Руссель   | Жанни Лонго      | Паскаль Жёлан       |
| 2010 | Кристель Феррье-Брюно | Кристине Маерус  | Одри Кордон         |
| 2011 | Кристине Маерус       | Эдвиж Питель     | Мелоди Лесюёр       |
| 2012 | Одри Кордон           | Од Бьянник       | Амели Риват         |
| 2013 | Элоди Хегобуру        | Мелани Бравар    | Элиза Дельзенн      |
| 2014 | Амели Риват           | Марион Сико      | Одри Кордон         |
| 2015 | Manon Souyris         | Марион Сико      | Émilie Rochedy      |
| 2016 | Даниэла Рейс          | Marjolaine Bazin | Од Бьянник          |
| 2017 | Жад Вьель             | Эвита Мьюзик     | Марион Сико         |
| 2018 | Мари Ле Нет           | Полин Аллин      | Глэдис Верхулст     |
| 2019 | Lucie Jounier         | Клара Коппони    | Леа Куринье         |
| 2020 | не определялся        |                  |                     |
| 2021 | не определялся        |                  |                     |
| 2022 | не определялся        |                  |                     |
| 2023 | Джулия Обри           | Жули Бего        | Лиз Менаж           |